# Trachypachidae
Los traquipáquidos (Trachypachidae), conocidos en inglés como falsos escarabajos del suelo, son una familia de coleópteros adéfagos que en general recuerdan a pequeños carábidos, de los que se distinguen por presentar grandes coxas en sus patas posteriores. Solo se conocen seis especies, cuatro del género Trachypachus, que habitan en el norte de Eurasia y el norte de Norte América, y dos especies de Systolosoma en Chile.
Sus hábitats son similares a los de los carábidos; se hallan usualmente en la hojarasca del suelo de bosques de coníferas.
Citando a G. E. Ball, 

"Lo más interesante acerca de esta pequeña familia son sus inciertas relaciones filogenéticas"

En efecto, los traquipáquidos ha sido clasificados como una subfamilia de Carabidae, y como familia han sido relacionados con numerosas familias de Coleoptera.